# Grafite de Alexamenos

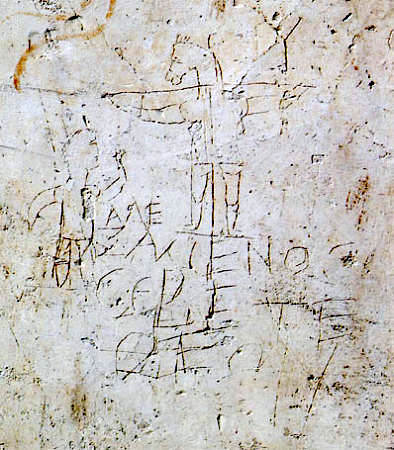
O grafite de Alexamenos

O grafite de Alexamenos (também conhecido como grafite blasfemo) é uma grafite da Roma Antiga gravado em gesso sobre uma parede nas proximidades do Palatino, em Roma, hoje encontrado no Museu Antiquário do Palatino. É uma das primeiras representações gráficas da crucificação de Jesus, junto com algumas gemas encravadas. É difícil datar, mas estima-se que tenha sido feito por volta de 200. A imagem parece mostrar um jovem adorando uma figura crucificada e com cabeça de burro. A inscrição grega traduz-se aproximadamente como "Alexamenos adora [o seu] deus", indicando que o grafite aparentemente foi feito para satirizar um cristão chamado Alexamenos.

## Conteúdo
A imagem representa uma figura  crucificada de corpo humano e cabeça de burro. No canto superior direito da imagem aparece algo que já foi interpretado como a letra grega upsilon ou uma cruz de tau. Há um homem jovem à esquerda da figura crucificada, aparentemente representando o tal Alexamenos; o homem levanta a mão em um gesto que possivelmente sugere adoração. Abaixo da cruz aparece um rótulo escrito em grego: Αλεξαμενος ϲεβετε θεον. Em grego padrão, a palavra ϲεβετε é a forma imperativa do verbo "adorar". Isto sugere que a tradução da sentença seria "Alexamanos, adore Deus!" Entretanto, vários pesquisadores sugerem que ϲεβετε deve ser entendido como uma variante do grego (provavelmente uma confusão fonética) ϲεβεται, que significa "[ele] adora". Assim, a inscrição seria traduzida como "Alexamenos adora [seu] Deus".  Entretanto, várias outras fontes sugerem a afirmação declarativa "Alexamenos adorando Deus", ou variações similares, como a tradução pretendida.

## Data, local e descoberta
Não há consenso sobre a data em que a imagem foi feita. As datas propostas variam do fim do século I até o fim do século III, embora se considere o começo do terceiro século como a data mais provável.
O grafite foi descoberto em 1857, quando uma construção chamada Casa Gelociana (domus Gelotiana) foi desenterrada no Monte Palatino. O imperador Calígula adquirira a casa para ser um palácio imperial; após sua morte, a casa passou a ser usada como um Pedagógio, um internato para os pajens imperiais. Posteriormente, a rua da casa foi murada para suportar extensões da construção acima, e deste modo Casa Gelociana ficou selada por séculos.  Atualmente, o grafite está no Museu Antiquário do Palatino, em Roma.

Desenho do grafite

## Interpretações
A vasta maioria dos acadêmicos aceita que a inscrição é um desenho satírico de um cristão. Tanto o retrato de Jesus com uma cabeça de asno e a representação dele sendo crucificado seriam considerados ofensivos na sociedade romana da época. A crucificação  continuou a ser usada como um método de execução dos piores criminosos até sua abolição por Constantino, no quarto século, e o impacto de uma figura crucificada seria comparável ao impacto do retrato de um enforcado ou alguém sentado em uma cadeira elétrica.
A acusação de que os cristãos praticavam adoração a burros (onolatria) foi, aparentemente, comum na época. Tertuliano, escrevendo no final do segundo século ou começo do terceiro século da era corrente, informa que cristãos, assim como judeus, eram acusados de adorar uma deidade com a cabeça de um asno. Ele também menciona um judeu apóstata que carregava a caricatura de um cristão com orelha e cascos de burro em volta de Cartago, rotulada  Deus Christianorum Onocoetes ("O Deus dos Cristãos nascido como um asno").
Uma posição alternativa afirma que o grafite representa a adoração dos deuses egípcio Anúbis ou Set. Também se cogita que o homem representado participava de uma cerimônia gnóstica envolvendo uma figura com cabeça de cavalo e que, ao invés de um upsilon grego, no canto superior direito vê-se uma cruz de tau.
Ainda mais uma teoria afirma que tanto o desenho quanto as gemas com imagens de crucificação da época eram relacionadas a grupos heréticos de fora da corrente principal da igreja.

## Significado
Há alguma controvérsia sobre se a veneração do crucifixo representada no grafite era realmente praticada pelos cristãos da época, ou se foi outro elemento, como a cabeça de asno, foi adicionado à imagem para ridicularizar crenças cristãs. Um argumento defende que a presença de uma tanga em uma figura crucificada, em contraste com o procedimento romano usual de deixar o condenado totalmente nu, prova que o artista pode ter baseado sua ilustração em uma atividade que tivera visto Alexamenos, ou outros, executarem. Entretanto, oponentes dessa teoria afirmam que a cruz não foi usada em adorações até o quarto ou quinto século.

## Alexamenos fidelis
Na próxima câmara da construção em que foi encontrado o grafite, há outra inscrição, aparentemente feita por outras mãos, em que se lê Alexamenos fidelis (em latim: Alexamenos, o fiel ou Alexamenos, o confiável).  Foi sugerido que seria uma resposta, por um terceiro desconhecido, à zombaria contra Alexamenos.